# Garencières
Garencières és un municipi francès situat al departament de l'Eure i a la regió de Normandia. L'any 2007 tenia 548 habitants.

## Demografia

### Població
El 2007 la població de fet de Garencières era de 548 persones. Hi havia 202 famílies, de les quals 32 eren unipersonals (12 homes vivint sols i 20 dones vivint soles), 63 parelles sense fills, 91 parelles amb fills i 16 famílies monoparentals amb fills.
La població ha evolucionat segons el següent gràfic:
Habitants censats

### Habitatges
El 2007 hi havia 219 habitatges, 198 eren l'habitatge principal de la família, 14 eren segones residències i 8 estaven desocupats. 214 eren cases i 3 eren apartaments. Dels 198 habitatges principals, 187 estaven ocupats pels seus propietaris, 9 estaven llogats i ocupats pels llogaters i 2 estaven cedits a títol gratuït; 3 tenien dues cambres, 18 en tenien tres, 61 en tenien quatre i 116 en tenien cinc o més. 176 habitatges disposaven pel capbaix d'una plaça de pàrquing. A 51 habitatges hi havia un automòbil i a 137 n'hi havia dos o més.

### Piràmide de població
La piràmide de població per edats i sexe el 2009 era:
| Homes | Edats   | Dones |
| ----- | ------- | ----- |
| 0     | 95 o +  | 0     |
| 0     | 90 a 94 | 0     |
| 4     | 85 a 89 | 4     |
| 0     | 80 a 84 | 4     |
| 0     | 75 a 79 | 4     |
| 0     | 70 a 74 | 0     |
| 8     | 65 a 69 | 4     |
| 16    | 60 a 64 | 8     |
| 4     | 55 a 59 | 12    |
| 20    | 50 a 54 | 32    |
| 40    | 45 a 49 | 28    |
| 4     | 40 a 44 | 24    |
| 36    | 35 a 39 | 28    |
| 20    | 30 a 34 | 20    |
| 8     | 25 a 29 | 4     |
| 20    | 20 a 24 | 20    |
| 16    | 15 a 19 | 24    |
| 28    | 10 a 14 | 20    |
| 16    | 5 a 9   | 24    |
| 16    | 0 a 4   | 4     |

## Economia
El 2007 la població en edat de treballar era de 397 persones, 305 eren actives i 92 eren inactives. De les 305 persones actives 283 estaven ocupades (149 homes i 134 dones) i 22 estaven aturades (12 homes i 10 dones). De les 92 persones inactives 34 estaven jubilades, 39 estaven estudiant i 19 estaven classificades com a «altres inactius».

### Ingressos
El 2009 a Garencières hi havia 198 unitats fiscals que integraven 545 persones, la mediana anual d'ingressos fiscals per persona era de 20.821 €.

### Activitats econòmiques
Dels 18 establiments que hi havia el 2007, 1 era d'una empresa extractiva, 2 d'empreses de fabricació d'altres productes industrials, 3 d'empreses de construcció, 3 d'empreses de comerç i reparació d'automòbils, 2 d'empreses de transport, 2 d'empreses d'informació i comunicació, 3 d'empreses financeres, 1 d'una empresa de serveis i 1 d'una entitat de l'administració pública.
Els 2 serveis als particulars que hi havia el 2009 eren guixaires pintors.
L'únic establiment comercial que hi havia el 2009 era una botiga de menys de 120 m².
L'any 2000 a Garencières hi havia 7 explotacions agrícoles que ocupaven un total de 595 hectàrees.

## Equipaments sanitaris i escolars
El 2009 hi havia una escola elemental integrada dins d'un grup escolar amb les comunes properes formant una escola dispersa.

## Poblacions més properes
El següent diagrama mostra les poblacions més properes.